# ابوالحیات
ابوالحیات، روستایی در دهستان ابوالحیات بخش کوهمره شهرستان کوه‌چنار در استان فارس ایران است.
تنگه ابوالحیات منظره جالب توجهی داشته و در طول تاریخ تنها مسیر دسترسی به مرکز فارس از سوی جنوب بوده‌است و یادآور یکی از وقایع مهم تاریخ این سرزمین است. محققان احتمال داده‌اند این تنگه همان تنگه‌ای است که آریوبرزن سردار ایرانی در آن راه را بر سپاهیان اسکندر مقدونی بست. بقایایی از جاده شاهی هخامنشیان نیز در نزدیکی این تنگه به دست آمده که تحقیقات پیرامون آن ادامه دارد.

## نگارخانه

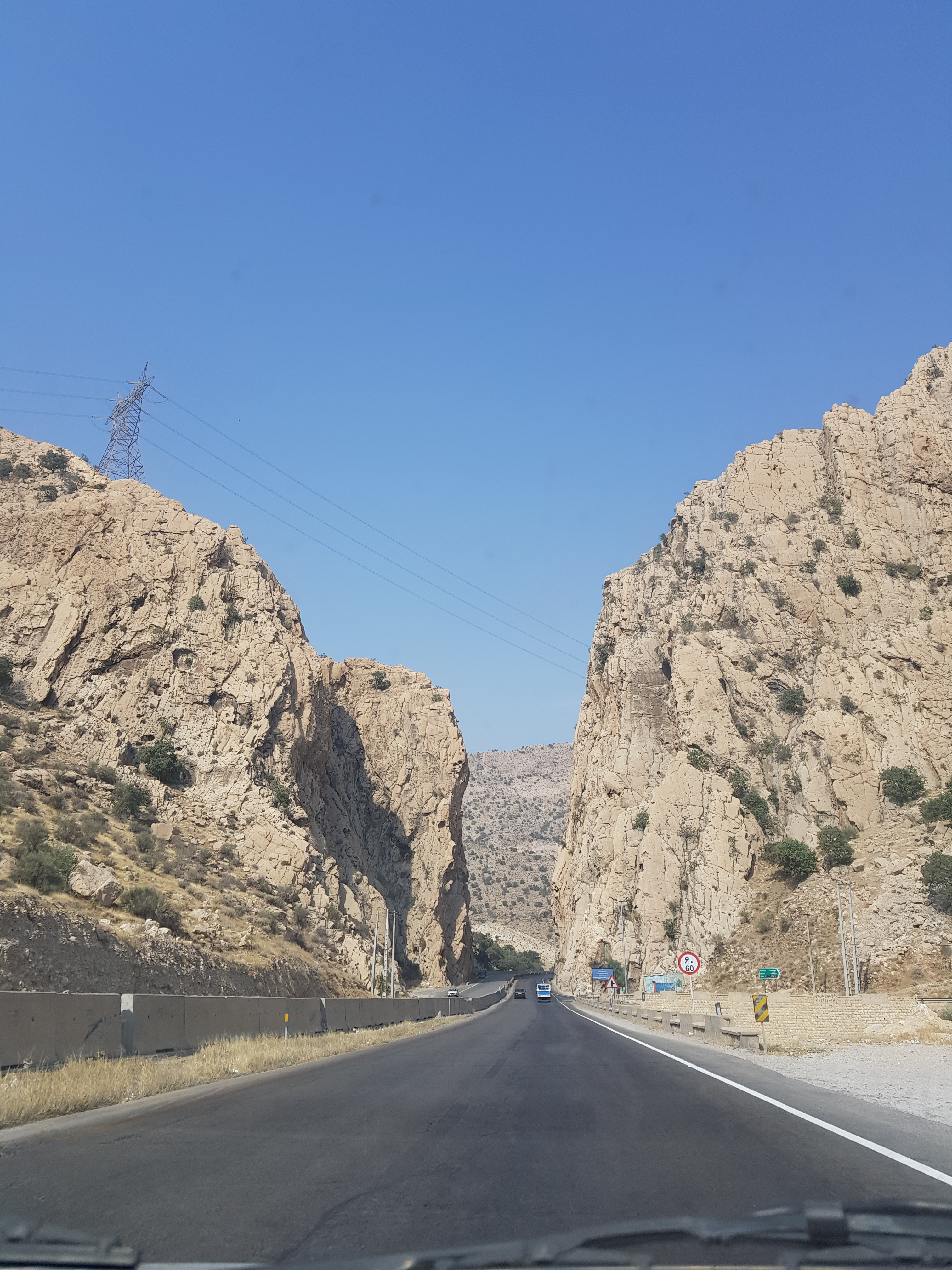
تنگه تاریخی آریو برزن

## جمعیت
بر پایه سرشماری عمومی نفوس و مسکن در سال ۱۳۹۵، جمعیت این روستا برابر با ۶۴۷ نفر (۱۷۱ خانوار) بوده است.